# جاحصة (تعز)
جاحصة هي إحدى قرى الجمهورية اليمنية. تتبع جغرافيا لمحافظة تعز وإداريًا لمديرية المعافر. يبلغ تعداد سكانها 4351 نسمة حسب الإحصاء الذي أجري عام 2004.